# Alaksandr Raszczynski
Alaksandr Uładzimirawicz Raszczynski (biał. Аляксандр Уладзіміравіч Рашчынскі, ros. Александр Владимирович Ращинский, Aleksandr Władimirowicz Raszczinski; ur. 2 kwietnia 1949 w Łohojsku) – białoruski kompozytor i badacz folkloru pieśni i tańca.

## Życiorys
Urodził się 2 kwietnia 1949 roku w Łohojsku, w obwodzie mińskim Białoruskiej SRR, ZSRR. W 1979 roku ukończył Państwowy Instytut Muzyczno-Pedagogiczny im. Gniesinów w Moskwie, gdzie uczęszczał do klasy dyrygowania chórem W. Błogoobrazowej. W 1984 roku ukończył Białoruskie Konserwatorium Państwowe, gdzie uczył się w klasie kompozycji prof. J. Hlebaua. W 1986 roku ukończył asystenturę-staż pod kierownictwem J. Hlebaua. Od 1973 roku wykładał z przerwami w Mińskim Koledżu Muzycznym im. Michaiła Glinki. W latach 1976–1979 pracował jako kierownik muzyczny i artysta orkiestry zespołu „Charoszki”. W latach 1989–1994 był kierownikiem artystycznym i artystą zespołu „Kupalinka” przy Białoruskiej Filharmonii Państwowej.
Od 1985 roku jest członkiem Związku Kompozytorów Białorusi.

## Charakterystyka twórczości
Alaksandr Raszczynski w swojej twórczości szczególnie interesuje się białoruskim folklorem pieśni i tańca. Objawia się to m.in. poprzez wprowadzenie instrumentów ludowych do orkiestry symfonicznej. Twórczość ludowa przyciągnęła jego uwagę w czasie, gdy pracował jako kierownik muzyczny folklorystyczno-choreograficznego zespołu „Charoszki”. Napisał dla niego, a także dla grupy „Kupalinka” szereg utworów, które na trwałe weszły do ich repertuarów. W okresie nauki w Białoruskim Konserwatorium Państwowym w jego twórczości zaczęła dominować muzyka kameralno-instrumentalna, wokalna i chóralna.

## Twórczość

### Muzyka wokalno-symfoniczna
- Oratorium Smutak pamiaci dla solistów, chóru, organów i orkiestry (Biada do słów Aleha Sałtuka, Pławalny basiejn u kancłahiery Terazin do słów Chwiedara Życzki, Pierakrojwannie szyniala do słów Maksima Tanka, Smiarotnaja kałychanka do słów Alaksandra Żyhunoua, Piesnia mużnasci do słów Leanida Pranczaka, Żeton warożaha sałdata do słów Maksima Tanka, Josć u wiasny swaje tyły do słów Uładzimira Dziuby, 1984);
- Kantata Dziciaczyja piesni (Kałychanka, Zabaulanka, Drażniłka, Hruszka do słów ludowych, 1982)[3].

### Muzyka orkiestrowa
- Dla orkiestry symfonicznej: Symfonia (1983), Suita (1985);
- Dla orkiestry ludowej: Pięć opracowań tańców ludowych (Uwertura, Walsok, Poleczka, Wiaskowy marsz, Polka-subotka, 1985);
- Suita (Krywy taniec, Wiaselle, Swiata, 1986);
- Suita Kaladnyja ihryszczy (Winszawannie, Ciareszka, Kaza, 1987);
- Fantazja Z roha usiaho mnoha (1987)[3].

### Muzyka kameralno-instrumentalna
- Dla fortepianu: Utwór, Pieśń, Humoreska (1979), Wariacje (1981), Trzy fugi (1981), Sonata (1982);
- Dla zespołu instrumentów ludowych: fantazja Traistaja muzyka (1975), taniec Kachanaczka (we współautorstwie z M. Końszynem, 1977), utwór Polka z kropkaj (1981), Czatyry biełaruskija tancy (Kryżaczok, Lawonicha, Kaza, Mikita, 1987), Fantazija na temy czeszskich narodnych piesień i tancau (1988);
- Opracowania: białoruskich melodii ludowych (Polka z kresau, walc Husary, 1977), fińskich melodii ludowych (Łastauka, Piesnia pra wiaskowaha muzykanta, Zwilistaja daroha, 1977), Miełodyi Haryni i Ubarci, I i II cz. (1988);
- Dla skrzypiec, harmonii i bajanu: 50 rasszyfrowak i apracowak biełaruskich narodnych najhryszau (1985), Wiszniawieckaja kadryla u piaci kalenach (Pierszaje, Da pałowy, Kryżok, Kazaczok, Poleczka, 1986);
- Dla skrzypiec, cymbałów i harmonii: opracowania i interpretacje białoruskich tańców ludowych: Tancy Paazierja (1988), Narodnyja tancy radzimy Jakuba Kołasa, I–I cz. (1990);
- Dla zespołów estradowych: utwory Wiaskowyja żarty (1983), Mituś (1983), suita Wiaskowyja usmieszki (1986);
- Dla cymbałów i fortepianu: Wiaskowaja suitka (1986), Wiaskowaja suita (1988);
- Inne: Utwór dla skrzypiec (1980), Rondo dla oboju i fortepianu (1980), Koncertyna dla cymbałów (1986), Utwór koncertowy dla saksofonu i fortepianu(1990)[3].

### Muzyka wokalna
- Dla chóru a cappella: Kaciłasia dy jasnaja zoraczka (słowa ludowe, 1981), ballada Bracietka i siastryca (słowa ludowe, 1982), Lublu, jak zlatajecca snieh na ziamli, Rabinaczka, Bulba (słowa Aleha Łojki, 1983), koncert Pamiaci achwiar faszyzmu (Bol, Sum, Smutak, Wokaliza, 1983), Kryniczka (słowa Walancina Łukszy, 1986); opracowania pieśni ludowych: Za reczkaju, za rakoj (1980), A u lasku, lasku (1981), Try apracouki (Tuman-matuszka, Z-pad biełaha kamuszka, Oj, tam, na hare, 1982), suita Wiesnawyja karahody (1984), 26 apracowak dla dziciaczaha choru (1988), Bracietka i siastryca (1991);
- Dla zespołu wokalnego: opracowania białoruskich pieśni ludowych: Ażaniła maci (1984), 12 apracowak (Ci usie dzieuki wyszli?, Pasiejali dzieuki lon, Kinu kużal na palicu, Kawal, Babka Jeuka, Ach ty, sonce, A na mory zybkaja kładka, Wyjdu ja na dwor, Tam ruczałaczka biażała, Ja miatu dwor, A muża, moj muża, Żyu-byu, nie tużyu (1986), 5 apracowak Hrodzienskaj wobłasci (Pasyłała baba dzieda, Szto to za chłopiec, szto za dziauczyna, Była u matuli adna daczuszka, A dzie miesiac, dzie zara?, Oj, lacieli żurauli, 1988);
- Dla chóru z akompaniamentem: Pijanierski zbor (słowa Walancina Łukszy, 1986), Pakłon tabie, moj biełaruski kraju (słowa Niła Hilewicza, 1987), Dobraj ranicy, Kosić chłopiec kaniuszynu, Juraczka (słowa Alesia Stawiera, 1988); opracowania białoruskich pieśni ludowych: suity Ihrawyja piesni (1983) i Hrodzienskija piesni (1984), chór Oj, u poli, nad rakitaj (1984), Tryccać apracowak biełaruskich narodnych piesień (1986);
- Dla głosu z akompaniamentem: romanse: W noczi, kogda usniet triewoga (słowa Aleksandra Błoka, 1980), Lawonicha (słowa Maksima Bahdanowicza, 1981), Sumnaja kazka (słowa Aleha Sałtuka, 1982), Spiawajuć tonieżcy, Zapawiet (słowa Aleha Łojki, 1982); opracowania: Siem apracowak biełaruskich narodnych piesień (Dobry wieczar, Zajezdziu konika, Kupalonka, Załażyu wierabiej, Dy ja żała, Oj, siwy koń biażyć, Ej, u Słucku, u horadzie, 1975–1998), Pawiej, wietryk (1977), Oj, pawiej, bujny wieciaroczak (1984), Piać apracowak biełaruskich narodnych piesień (Kala majho cierama, Ci usie łuhi pakoszany, Oj, skarej by wiaczora dażdali, Oj, u poli krynica, Miacielica, 1985), Piać apracowak (Zbornica, dziewańka, zbornica, Szto jeto za ziellejka, Oj, dożdżyk idzie, Oj ty, jełaczka, Kinu kużal na palicu, 1986);
- Dla zespołu wokalnego i zespołu instrumentów ludowych: opracowania: suita Wiaselle (Czamu Maruśka nie czasałaś?, Sabrausia rajoczak, Wiaselle, 1977), Prychodziu małojczyczak (1977), Czatyry apracouki (Dub da duba pachiliusia, Na wulicy mokra, Cieraz reczańku, Czyrwonaja kalinańka, 1987);
- Dla „zespołów śpiewackich” z harmonią: opracowania: zbiory U karahodzie my byli (1989) i Idziom, pajdziom na wulicy (1989), zbiór skocznych pieśni Wieczar dobry, dziauczynaczka (1989);
- Dla „zespołów śpiewackich”, skrzypiec, cymbałów i harmonii: opracowania: Wosiem apracowak (Oj tam, u poli, Rascwiła kalina, Oj, harny Semene, Cieraz reczańku, Ja chorosza mołodyca, Zamknuu żonku na zamok, U sadu hulała, Oj, u nas je nawiny, 1989), Czatyry apracouki (Była u nas pounaja kamora, Cwicie czeremszyna, Szeraja łaszadaczka, Ne jdyte dewki rano zamuż (1990);
- Dla „zespołów śpiewackich” i mieszanego zespołu instrumentalnego: Zbornik rasszyfrowak i apracowak piesień i tancau Chojnickaha, Swietłahorskaha i Wietkauskaha rajonau Homelskaj wobłasci (1991), Zbornik rasszyfrowak i apracowak piesień i tancau Czaczerskaha rajona Homelskaj wobłasci (1992);
- Pieśni: Reczańka-piatlanka (słowa Hienadzia Buraukina), Czakannie (słowa Piotra Zwonaka), Kurhan (słowa A. Miraszniczenki), Kokłe (słowa Pilipa Piestraka), Polka z rahami (słowa Juryja Swirki)[3].

### Inne
- Do spektaklu teatru lalek: Skazka o carie Sałtanie (1984);
- Do spektaklu dramatycznego: Kamiedyjant (1985)[3].

## Nagrody
W 1987 roku fantazja koncertowa Z roha usiaho mnoha autorstwa Raszczynskiego otrzymała 1. nagrodę republikańskiego konkursu.